# Стороженко Микола Опанасович
Стороженко Микола Опанасович — заслужений лікар РФ.

## Біографія
Народився 5 березня 1935 року в смт Віньківці, Хмельницької області.

## Робота
Микола Опанасович був президентом Національної Курортної Асоціації РФ, Президент Всесвітньої Федерації Водолікування та Кліматолікування, професор. У 1959 р. закінчив Одеський державний медичний інститут. У 1975 році захистив кандидатську дисертацію «Клінічна та імуно-бактеріологічна оцінка лікувальної ефективності Моршинських мінеральних джерел № 1 та № 6 при хронічному холециститі», вперше довівши, що під впливом комплексного санаторного лікування підвищується імунологічна реактивність організму. Працював головним лікарем санаторію «Дністер» (м. Моршин), у 1976 році переведено до Москви на посаду зам. голови Центральної Ради з управління курортами профспілок. За час роботи Зам. Голови Державного комітету РФ з фізичної культури, спорту і туризму, брав участь у розробці Федерального Закону «Про природні лікувальні ресурси, лікувально-оздоровчі місцевості і курорти».

## Досягнення
У 1996 обраний Президентом Національної Курортної Асоціації, в 1998 г. — Президентом Всесвітньої Федерації Водолікування та Кліматолікування. З 2006 року очолював кафедру менеджменту курортів та рекреацій, кафедру FEMTEC — організації, що об'єднує більше 40 курортних організацій світу. Стороженко Микола Опанасович — почесний професор Російського наукового центру відновлювальної медицини та курортології Росоздорова, академік МАГМР, професор Європейської Академії Інформатизації (Брюссель), нагороджений орденами «Дружби народів», «Знак Пошани».